# Русфельдт, Сигурд
Си́гурд Ру́сфельдт (норв. Sigurd Rushfeldt; 11 декабря 1972, Вадсё, Норвегия) — норвежский футболист, игравший на позиции нападающего. Известен по выступлениям за норвежские клубы «Тромсё» и «Русенборг», а также сборную Норвегии. Участник чемпионата мира 1994 года.
Является лучшим бомбардиром чемпионата Норвегии за всю его историю.

## Клубная карьера
Русфельдт начал свою профессиональную карьеру в клубе «Тромсё». Он быстро завоевал место в основе и проявил себя, как профессиональный бомбардир, что вызвало к нему интерес со стороны многих клубов. В 1995 году на правах аренды Сигурд перешёл в английский «Бирмингем Сити». В новой команде он не смог адаптироваться и забил всего один гол в матче Кубка лиги против «Транмир Роверс». После возвращения Русфельдт помог «Тромсё» завоевать Кубок Норвегии.
В 1996 году он перешёл в «Русенборг». С новым клубом Сигурд трижды подряд выиграть Типпелигу и дважды стал лучшим бомбардиром первенства. За три года он забил 67 голов в 66 встречах, а также активно поражал ворота в Лиге чемпионов. Особенно известен его хет-трик в ворота турецкого «Галатасарая».
В 1999 году Русфельдт перешёл в испанский «Расинг», но в Ла Лиге он не проявил всех бомбардирских качеств и съезди в аренду в «Русенборг», перешёл в австрийскую «Аустрию». Сигурд дважды выиграл австрийскую Бундеслигу, трижды завоевал Кубок Австрии и был признан футболистом года в команде.
В 2006 году Русфельдт вернулся в «Тромсё», несмотря на активный интерес со стороны многих клубов. В 2009 году он перезаключил контракт с командой. Во время выступлений за клуб Сигурд забил 50 мячей и стал лучшим бомбардиром Типпелиги за всю её историю. В 2011 году он завершил карьеру.

## Международная карьера
В 1994 году Русфельдт был включен в заявку национальной команды на участие в Чемпионате мира в США. Во встрече против сборных Италии он дебютировал за сборную Норвегии. До 2001 года Сигурд не регулярно вызывался в национальную команду и провёл всего 7 матчей. 14 мая 2002 года в поединке против сборной Японии он забил свой первый гол за сборную.
9 февраля 2005 года в поединке против сборной Мальты Русфельд сделал «дубль».

### Голы за сборную Норвегии
| #   | Дата           | Место                                 | Противник  | Результат | Соревнование                            |
| --- | -------------- | ------------------------------------- | ---------- | --------- | --------------------------------------- |
| 01. | 14 мая 2002    | Уллевол, Осло, Норвегия               | Япония     | 3:0       | Товарищеский матч                       |
| 02. | 28 января 2003 | Султан Кабу, Маскат, Оман             | Оман       | 0:2       | Товарищеский матч                       |
| 03. | 4 февраля 2003 | Жози Бартель, Люксембург, Люксембург  | Люксембург | 2:0       | Чемпионат Европы 2004 отборочный турнир |
| 04. | 28 апреля 2004 | Уллевол, Осло, Норвегия               | Россия     | 3:2       | Товарищеский матч                       |
| 05. | 9 февраля 2005 | Национальный стадион, Та'Кали, Мальта | Мальта     | 3:0       | Товарищеский матч                       |
| 06. | 9 февраля 2005 | Национальный стадион, Та'Кали, Мальта | Мальта     | 3:0       | Товарищеский матч                       |
| 07. | 8 октября 2008 | Уллевол, Осло, Норвегия               | Молдавия   | 1:0       | Чемпионат мира 2006 отборочный турнир   |

## Достижения
Командные
«Тромсё»
- Обладатель Кубка Норвегии — 1996

«Русенборг»
- Чемпионат Норвегии по футболу — 1997, 1998, 1999
- Обладатель Кубка Норвегии — 1999

«Аустрия»
- Чемпионат Австрии по футболу — 2002/03, 2005/06
- Обладатель Кубка Австрии — 2003, 2005, 2006

Индивидуальные
- Лучший бомбардир Типпелиги — 1997, 1998
- Лучший бомбардир Типпелиги за всю историю — 168 голов